# Kong-Berge

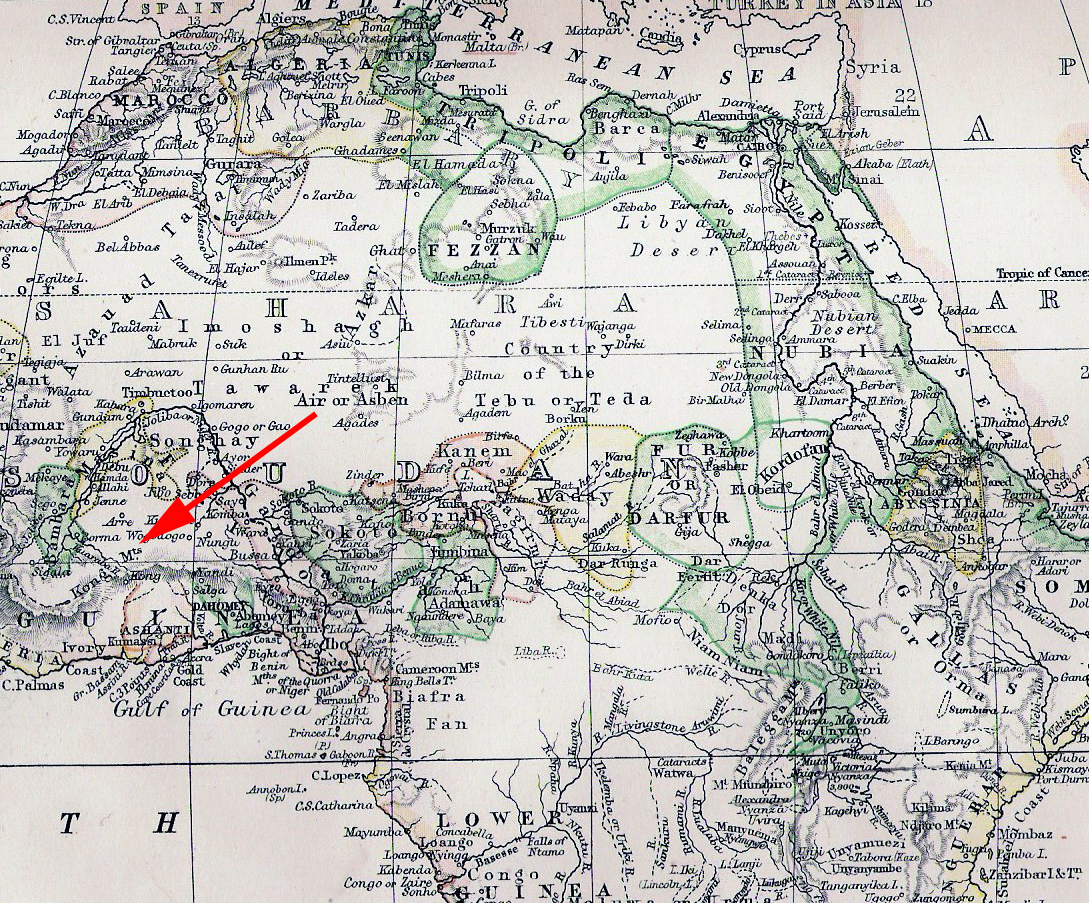
Die Kong-Berge auf einer Karte von 1882.

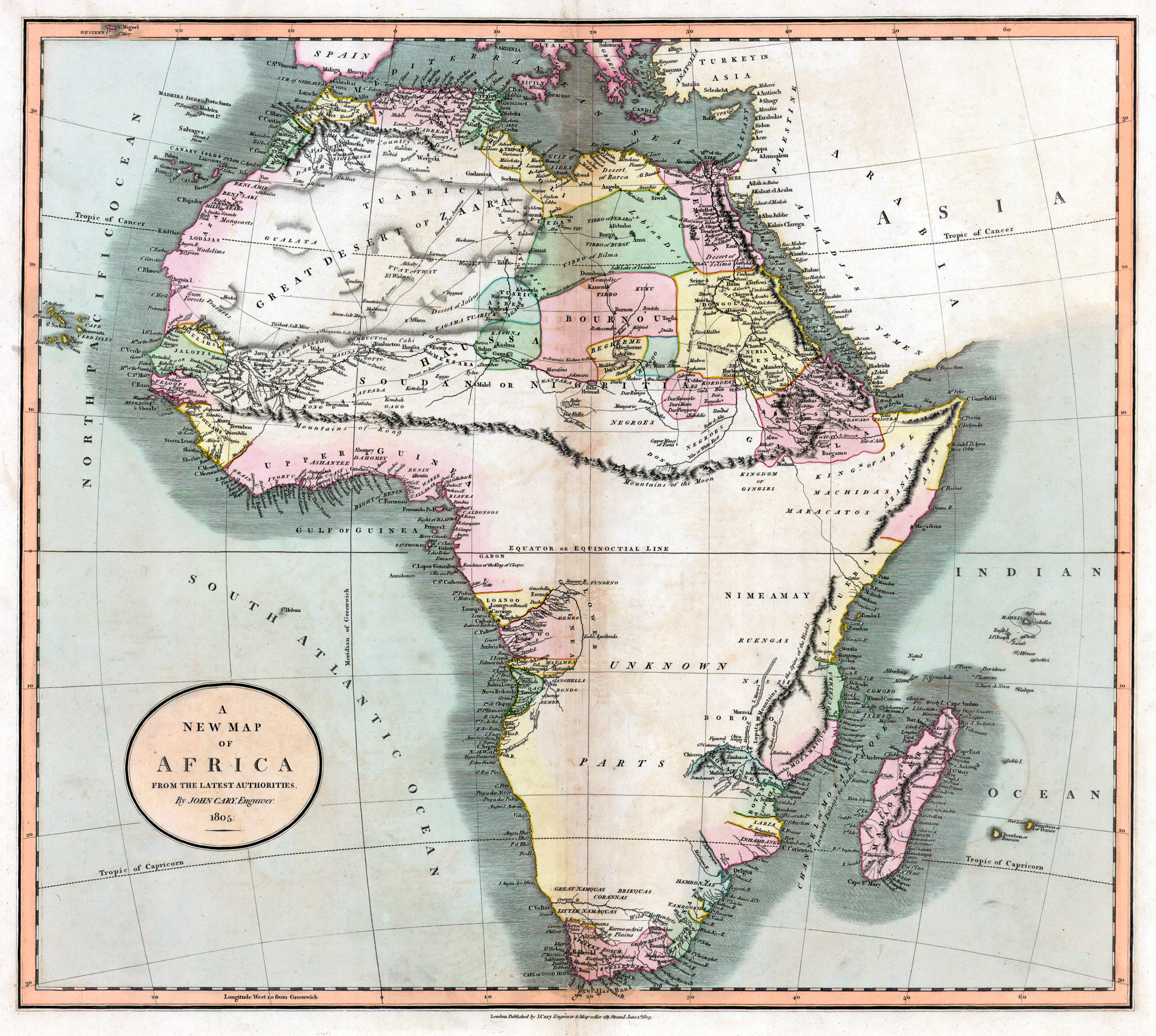
Karte von John Cary aus dem Jahr 1805 mit den Mountains of Kong (auf dem 10. Breitengrad)

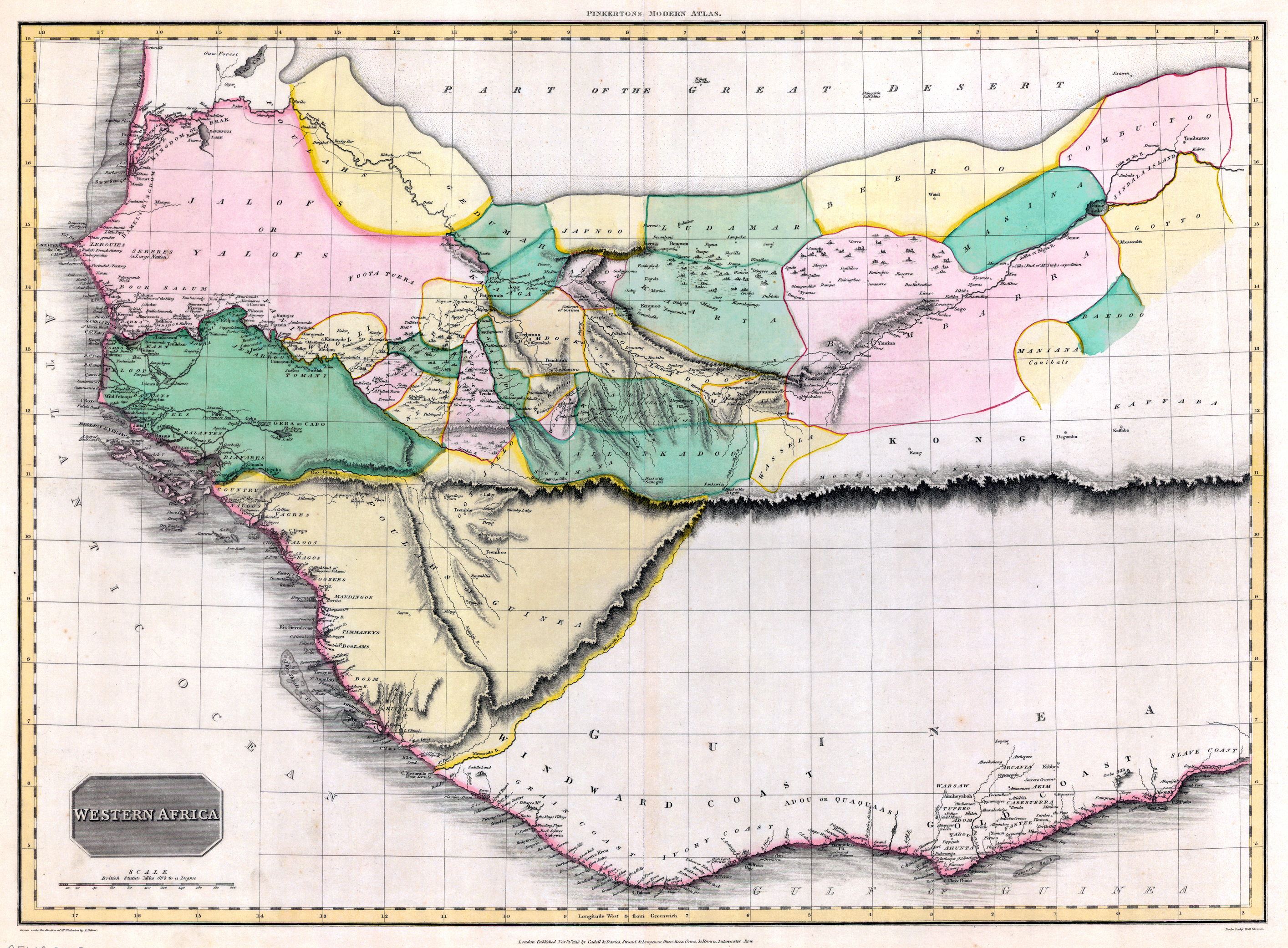
Karte von John Pinkerton aus dem Jahr 1813 mit den Mountains of Kong (rechts, Bildmitte, auf dem 11. Breitengrad).

Die Kong-Berge (englisch Mountains of Kong) sind ein fiktives Gebirge, das bis in das frühe 20. Jahrhundert hinein in fast allen Landkarten von Afrika eingezeichnet war.

## Ursprung der Wissenschaftsfälschung
Der britische Geograph James Rennell (1742–1830) übernahm 1798 von Mungo Park geographische Daten, die auf dessen Entdeckungen basierten. Allerdings verfälschte er Parks Daten, indem er in der Nähe des 10. Breitengrades ein Gebirge mit dem Namen Mountains of Kong („Kong-Berge“) einfügte. Er tat dies offensichtlich, um seine These über den Verlauf des Nigers zu stützen. Nachfolgende Geographen übernahmen die Kong-Berge in ihre eigenen Karten. Das Kong-Gebirge wurde als Wasserscheide zwischen dem Niger im Norden und dem Golf von Guinea dargestellt. Es sollte eine Länge von etwa 1000 km haben und parallel zum 10. Breitengrad verlaufen. Um das Gebirge selbst wurden im Laufe der Zeit einige Legenden aufgebaut. So wurden „schneebedeckte Gipfel“ und Goldvorkommen beschrieben und es wurde behauptet, das Gebirge als „unüberwindliches natürliches Hindernis“ ermögliche keinen Handel der Bevölkerung zwischen Küste und Hinterland.
Die Kong-Berge wurden erstmals 1802 in Aaron Arrowsmiths in London erschienenem Werk Africa dargestellt und zuletzt 1905 in Tramplers Mittelschulatlas (Wien) eingezeichnet. Auch in die Weltliteratur hielten die Kong-Berge Einzug. In Jules Vernes Werk Robur der Sieger (1886) heißt es im 12. Kapitel: Am Horizont erhoben sich schon in undeutlicher Linie die Kong-Berge des Königreichs Dahomey.
In der vierten Ausgabe von Meyers Konversations-Lexikon von 1880 werden die Kong-Berge unter anderem als „unerforschtes Gebirge, welches nördlich von der Küste von Oberguinea auf einer Strecke von 800 bis 1000 km zwischen dem 7. u. 9. Breitengrad bis zum 1.° westl. L. v. Gr. sich hinzieht“ beschrieben. Am Ostende liege die Stadt „Kong, welche noch kein Europäer betreten hat, die aber nach der Aussage der Eingebornen der größte Markt dieser Gegenden sein und Baumwollenstoffe fabrizieren soll, welche im Sudân in Ruf stehen.“

## Auflösung
Der französische Offizier und Afrikaforscher Louis-Gustave Binger bereiste in den Jahren 1887/88 Afrika und erreichte am 20. Februar 1888 die Hauptstadt des Kong-Reiches. Dabei stellte er fest, dass die auf den Karten eingetragenen Kong-Berge gar nicht vorhanden waren.